# Prasinocyma perpulverata
Prasinocyma perpulverata là một loài bướm đêm trong họ Geometridae.